# سيريل ريد
سيريل ريد (10 يوليو 1906 في الهند - 6 يوليو 1991 في المملكة المتحدة) هو لاعب كريكت ماليزي. لعب مع Tamil Nadu cricket team ‏.